# Кисинг, Фелиция
Фелиция Кисинг (Фелисия Кизинг, Felicia Keesing; род. 24 января 1966, Санта-Круз, Калифорния) — американский эколог, специалист по биоразнообразию.
Доктор философии, заслуженный профессор Бард-колледжа, где трудится с 2006 года, лауреат International Cosmos Prize (2022).
Окончила Стэнфорд. Степень доктора философии по биологии получила в Калифорнийском университете в Беркли, с диссертацией по крупным млекопитающим в африканской саванне. Отмечена Presidential Early Career Award for Scientists and Engineers (2000). Почти четверть века работала в Кении.
Публиковала статьи в Nature, Proceedings of the National Academy of Sciences, Ecology Letters, Emerging Infectious Diseases, Proceedings of the Royal Society, Ecology, BioScience, Conservation Biology, Trends in Ecology & Evolution, Vector-Borne and Zoonotic Diseases, Canadian Journal of Zoology.
Соредактор Infectious Disease Ecology: Effects of Ecosystems on Disease and of Disease on Ecosystems (Princeton University Press, 2008).
Состоит в отношениях с Richard S. Ostfeld - являющимся ее коллегой.